# Nagroda Filmfare dla Najlepszego Aktora Komediowego
Nagroda Filmfare dla Najlepszego Aktora Komediowego – wysoko ceniona w Indiach nagroda przyznawana corocznie przez indyjskie czasopismo "Filmfare" za role w filmach w języku hindi.
Chociaż nagrody zaczęto przyznawać już w 1953 roku, tę kategorie wprowadzono dopiero w 1967. Wielokrotnymi zwycięzcami w tej kategorii są Anupam Kher (5 nagród), Mehmood i Deven Varma (po 3 nagrody).
Lista nagrodzonych osób i filmów, w których zagrali te role:
| Rok  | Aktor                        | Film                        |
| ---- | ---------------------------- | --------------------------- |
| 2008 | Govinda                      | Partner                     |
| 2007 | Arshad Warsi                 | Lage Raho Munnabhai         |
| 2006 | Akshay Kumar                 | Garam Masala                |
| 2005 | Saif Ali Khan                | Hum Tum                     |
| 2004 | Sanjay Dutt                  | Munnabhai MBBS              |
| 2003 | Paresh Rawal                 | Awara Paagal Deewana        |
| 2002 | Saif Ali Khan                | Dil Chahta Hai              |
| 2001 | Paresh Rawal                 | Hera Pheri                  |
| 2000 | Govinda                      | Haseena Maan Jaayegi        |
| 1999 | Johnny Lever                 | Dulhe Raja                  |
| 1998 | Johnny Lever                 | Deewane Mastana             |
| 1997 | Satish Kaushik               | Saajan Chale Sasural        |
| 1996 | Anupam Kher                  | Żona dla zuchwałych         |
| 1995 | Shakti Kapoor                | Raju Babu                   |
| 1994 | Anupam Kher                  | Darr                        |
| 1993 | Anupam Kher                  | Khel                        |
| 1992 | Anupam Kher                  | Lamhe                       |
| 1991 | Kader Khan                   | Baap Numbri Beta Dus Numbri |
| 1990 | Anupam Kher & Satish Kaushik | Ram Lakhan                  |
| 1989 | bez nagród                   |                             |
| 1988 | bez nagród                   |                             |
| 1987 | bez nagród                   |                             |
| 1986 | Amjad Khan                   | Maa Kasam                   |
| 1985 | Ravi Baswani                 | Jaane Bhi Do Yaaron         |
| 1984 | Utpal Dutt                   | Rang Birangi                |
| 1983 | Deven Verma                  | Angoor                      |
| 1982 | Utpal Dutt                   | Naram Garam                 |
| 1981 | Keshto Mukherjee             | Khubsoorat                  |
| 1980 | Utpal Dutt                   | Gol Maal                    |
| 1979 | Deven Varma                  | Chor Ke Ghar Chor           |
| 1978 |                              |                             |
| 1977 | Asrani                       | Balika Badhu                |
| 1976 | Deven Varma                  | Chori Mera Kaam             |
| 1975 | Mehmood                      | Vardaan                     |
| 1974 | Asrani                       | Aaj Ki Taaza Khabar         |
| 1973 | Paintal                      | Bawarchi                    |
| 1972 | Mehmood                      | Paras                       |
| 1971 | I.S Johar                    | Johnny Mera Naam            |
| 1970 | Mehmood                      | Vardaan                     |
| 1969 | Johnny Walker                | Shikar                      |
| 1968 | Mehmood                      | Pyar Kiye Jaa               |